# Leroy Ioas
Leroy Ioas (Wilmington, 15 febbraio 1896 – Haifa, 22 luglio 1965) è stato un religioso statunitense Mano della Causa della Fede bahai, fu segretario generale del Consiglio internazionale bahai.

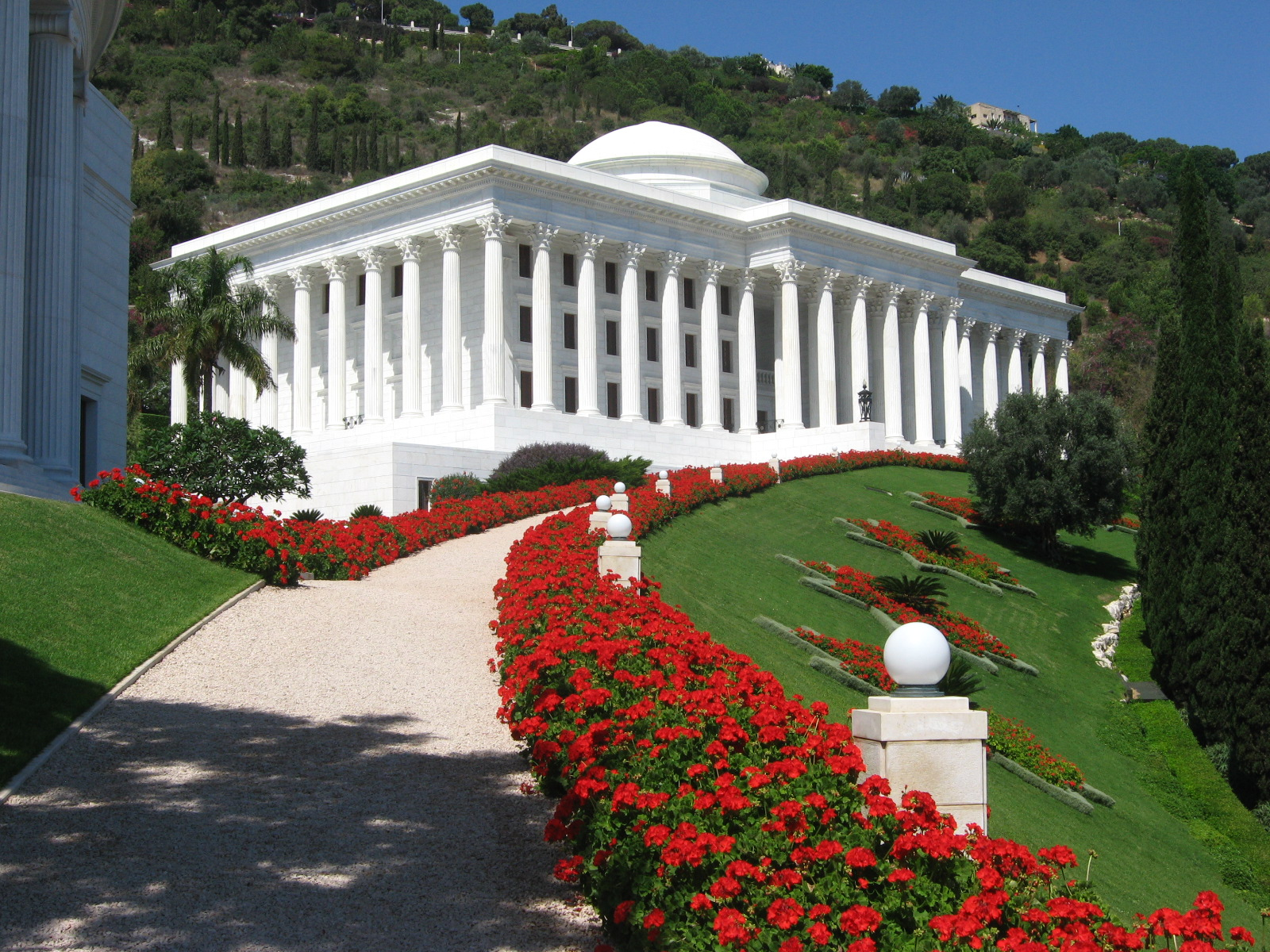
La Casa Universale di Giustizia bahai, a Haifa.

I suoi genitori con dieci figli avevano aderito alla Fede bahai nel 1898 e fu perciò che nel 1912, grazie a loro, poté incontrare 'Abdu'l-Bahá durante il suo viaggio negli Stati Uniti.
Leroy si trasferì a San Francisco, dopo avere sposato nel 1919 Sylvia Kuhlman, e divenne un membro attivo della locale Comunità bahai.

## Attività
Leroy lavorò per quasi quarant'anni alla Southern Pacific Company (Compagnia Ferroviaria americana). 
Nel maggio del 1948 Leroy, con altri quattro Credenti baha'i, rappresentò la Comunità Internazionale baha'i alla Conferenza delle Nazioni Unite nei lavori preliminari attinenti alla Carta dei diritti Umani, svoltasi a Ginevra. La dichiarazione universale dei diritti umani fu approvata e proclamata poi a Parigi il 10 dicembre 1948. 
Leroy, sorprese i suoi colleghi, lasciando l'attività lavorativa per poter svolgere le funzioni a cui era stato chiamato da Shoghi Effendi, e nel 1952 si trasferì ad Haifa.
Shoghi Effendi, il Custode della Fede baha'i, lo nominò, nel dicembre 1951, al Consiglio internazionale bahai, Istituto precursore della Casa Universale di Giustizia dove svolse le funzioni di segretario generale fino al 1961.
Dopo la morte di Shoghi Effendi, Leroy fu tra le nove Mani della Causa elette, il 25 novembre 1957, a Custodi della Fede.
Dopo la nomina a Custode della fede, viaggiò in quattro continenti per promuovere e diffondere la Fede bahai, nonostante la sua salute si fosse indebolita a causa di alcuni problemi cardiaci.
Il suo ultimo viaggio negli USA, nel 1964, gli fu fatale; le sue condizioni di salute si aggravarono e meno di un anno dopo morì: fu sepolto nel cimitero bahai sul Monte Carmelo.